# Ľubochňa
Ľubochňa (Hongaars: Fenyőháza) is een Slowaakse gemeente in de regio Žilina, en maakt deel uit van het district Ružomberok.
Ľubochňa telt 1.098 inwoners.

## Geboren in Ľubochňa
- Thomas Buergenthal (1934-2023), Amerikaans jurist